# نوکیا ان۷۹
نوکیا ان۷۹ یک تلفن‌هوشمند نسل سوم از سری ان نوکیا است که به طور رسمی در ۲۶ اوت ۲۰۰۸ معرفی شد. دارای نمایشگر ۲٫۴ اینچ، ۱۶ میلیون رنگ و حسگر شتاب‌سنج برای چرخش خودکار صفحه و مجهز به دوربین ۵ مگاپیکسلی با فلاش ال‌ئی‌دی دوتایی، عدسی کارل زایس و فوکوس خودکار است. سازگار با سامانه بازی‌های ان-گیج و همینطور دارای سامانه موقعیت‌یاب جهانی (جی‌پی‌اس)، رادیو اف‌ام، بلوتوث و از جاوا هم پشتیبانی می‌کند. نوکیا ان۷۹ از سیستم‌عامل سیمبیان نسخه ۹٫۳ و واسط کاربری سری ۶۰ ویرایش سوم بهره می‌برد.

## مشخصات کلی
| عمومی                   |                                                                  |
| تاریخ معرفی             | ۲۶ اوت ۲۰۰۸                                                      |
| شبکه نسل دوم            | جی‌اس‌ام ۸۵۰ / ۹۰۰ / ۱۸۰۰ / ۱۹۰۰                                   |
| شبکه نسل سوم            | اچ‌اس‌دی‌پی‌ای ۹۰۰ / ۲۱۰۰                                            |
| ظاهری                   |                                                                  |
| ابعاد                   | ۱۵×۴۹×۱۱۰ میلی‌متر                                                |
| وزن                     | ۹۷ گرم                                                           |
| رنگ                     | سفید، طوسی، مشکی                                                 |
| شکل                     | ساده (مکعبی)                                                     |
| نمایشگر                 |                                                                  |
| نوع                     | تی‌اف‌تی، ۱۶ میلیون رنگ                                            |
| اندازه                  | ۲٫۴ اینچ                                                         |
| دقت                     | ۳۲۰×۲۴۰ پیکسل                                                    |
| قابلیت‌ها                | حسگر روشنایی حسگر شتاب‌سنج برای چرخش خودکار                       |
| دوربین                  |                                                                  |
| کیفیت                   | ۵ مگاپیکسل                                                       |
| اندازه تصویر            | ۱۹۴۴×۲۵۹۲ پیکسل                                                  |
| فیلم‌برداری              | وی‌جی‌ای، ۴۸۰×۶۴۰ پیکسل ۳۰ فریم بر ثانیه                           |
| فلاش                    | ال‌ئی‌دی                                                           |
| قابلیت‌ها                | بزرگ‌نمایی دیجیتالی، عدسی کارل زایس، فوکوس خودکار                 |
| دوربین دوم              | وی‌جی‌ای برای مکالمه تصویری                                        |
| باتری                   |                                                                  |
| نوع                     | باتری لیتیوم یون ۱۲۰۰ میلی‌آمپرساعت (BL-6F)                       |
| زمان آماده‌باش           | ۳۷۲ ساعت (نسل ۲) ۴۰۸ ساعت (نسل ۳)                                |
| زمان مکالمه             | ۵ ساعت و ۳۰ دقیقه (نسل ۲) ۳ ساعت و ۳۰ دقیقه (نسل ۳)              |
| چندرسانه‌ای              |                                                                  |
| پخش موسیقی              | MP3/WMA/WAV/RA/AAC/M4A                                           |
| پخش ویدئویی             | WMV/RV/MP4/3GP                                                   |
| رادیو                   | رادیو اف‌ام استریو با آردی‌اس                                      |
| حافظه                   |                                                                  |
| حافظه داخلی             | ۸۳ مگابایت                                                       |
| کارت حافظه              | میکرو اس‌دی، ۴ گیگابایت قابلیت افزایش تا 32 گیگابایت              |
| زنگ گوشی                |                                                                  |
| نوع                     | پلی‌فونیک، ام‌پی‌تری                                                |
| لرزاننده                | دارد                                                             |
| مدیریت تماس             |                                                                  |
| دفترچه تلفن             | نامحدود                                                          |
| گزارش تماس‌ها            | با جزئیات، حداکثر ۳۰ روز                                         |
| فرمان و شماره‌گیری صوتی  | دارد                                                             |
| نمایش تصویر تماس گیرنده | دارد                                                             |
| ارتباطی                 |                                                                  |
| جی‌پی‌آراس                | کلاس ۱۱، ۱۰۷ کیلوبیت بر ثانیه                                    |
| اچ‌اس‌سی‌اس‌دی              | دارد                                                             |
| ئی‌دی‌جی‌ئی                | کلاس ۳۲، ۲۹۶ کیلوبیت بر ثانیه                                    |
| ۳جی                     | اچ‌اس‌دی‌پی‌ای، ۳٫۶ مگابیت بر ثانیه                                  |
| شبکه محلی بیسیم         | دارد                                                             |
| بلوتوث                  | دارد، نسخه ۲                                                     |
| فروسرخ                  | ندارد                                                            |
| یواس‌بی                  | میکرو یواس‌بی نسخه ۲                                              |
| نرم‌افزاری               |                                                                  |
| سیستم‌عامل               | سیمبیان ۹٫۳                                                      |
| واسط کاربری             | سری ۶۰ ویرایش سوم                                                |
| پشتیبانی جاوا           | دارد                                                             |
| سایر                    |                                                                  |
| پردازنده                | ARM 11 369 MHz                                                   |
| جی‌پی‌اس                  | دارد به همراه پشتیبانی ای-جی‌پی‌اس                                 |
| پیام‌رسانی               | پیام‌کوتاه، پیام چندرسانه‌ای، پست الکترونیکی، پیام فوری            |
| پست الکترونیکی          | آی‌ام‌ای‌پی، پی‌ئوپی۳، اس‌ام‌تی‌پی                                      |
| مرورگر اینترنت          | اچ‌تی‌ام‌ال، اکس‌اچ‌تی‌ام‌ال، وی‌ای‌پی                                    |
| نمایش مستندات           | پی‌دی‌اف، ورد، اکسل، پاورپوینت                                     |
| بازی                    | دارد، سازگاری با بازی‌های ان-گیج                                  |
|                         | تی۹ ویرایشگر تصویر و ویدئو ورودی صوتی ۳٫۵ میلی‌متر خروجی تلویزیون |